# Ribaute-les-Tavernes
Ribaute-les-Tavernes település Franciaországban, Gard megyében. Lakosainak száma 2055 fő (2022. január 1.). Ribaute-les-Tavernes Bagard, Boisset-et-Gaujac, Cardet, Cassagnoles, Lézan, Massanes, Saint-Christol-lès-Alès és Vézénobres községekkel határos.

## Népesség
A település népessége az elmúlt években az alábbi módon változott:
| Lakosok száma | 963  | 1076 | 1136 | 1558 | 1955 | 2098 | 2209 | 2113 | 2066 | 2055 |
|               | 1968 | 1982 | 1990 | 2006 | 2013 | 2015 | 2017 | 2019 | 2020 | 2022 |